# 萧悫
萧悫（？—？），字仁祖，南兰陵郡兰陵县（今江苏省常州市武进区）人，追尊梁文帝萧顺之曾孙，晋陵郡太守、上黄替侯萧晔之子，南梁宗室。

## 生平
萧悫在天保年间前往北齐，在武平年间官至太子洗马。萧悫擅长作诗，曾经在秋天的夜晚赋诗：“芙蓉露下落，杨柳月中疏。”当时的人没有什么喜欢的。颜之推喜欢此诗的潇洒，清楚地呈现于视野中。荀仲举、诸葛汉也同意颜之推的意见。